# 강원특별자치도 소방본부
강원특별자치도 소방본부(江原特別自治道 消防本部, Gangwon State Fire Headquarters)는 강원특별자치도를 관할하는 강원특별자치도청 산하의 소방본부이다. 강원특별자치도 춘천시 중앙로 1에 위치하고 있다.
본부장은 소방감으로 보하며, 산하에 16개 소방서, 1개 소방학교, 1개 특수구조단을 두고 있다.

## 연혁
- 1945년 11월 강원도 경찰부 소방과 설치
- 1946년 4월 강원도 소방위원회 설치
- 1947년 4월 강원도 소방청 설치
- 1948년 12월 강원도 소방청 폐지, 강원도 경찰국 소방과 설치
- 1975년 9월 강원도 민방위국 소방과 설치
- 1991년 12월 소방업무를 기초자치업무에서 광역자치업무로 이관
- 1992년 4월 강원도 소방본부 설치
- 1997년 11월 강원도 소방항공대 설치
- 2001년 10월 강원도 제2소방항공대 설치
- 2010년 4월 강원도 소방학교 개교
- 2015년 1월 강원도 소방안전본부로 명칭 변경
- 2015년 7월 강원도 소방본부로 명칭 변경
- 2023년 6월 강원특별자치도 출범에 따라 강원특별자치도 소방본부로 명칭 변경
- 2025년 우두동 옛 강원도농업기술원 부지로 이전 예정[2]

### 역대 본부장
| 대수     | 이름   | 임기                               |
| -------- | ------ | ---------------------------------- |
| 1대      | 김용익 | 1992년 4월 8일 ~ 1994년 4월 1일    |
| 2대      | 박관길 | 1994년 4월 2일 ~ 1995년 5월 3일    |
| 3대      | 김용익 | 1995년 5월 4일 ~ 1998년 4월 26일   |
| 4대      | 이성열 | 1998년 4월 27일 ~ 1999년 8월 10일  |
| 5대      | 제진주 | 1999년 8월 11일 ~ 2002년 11월 15일 |
| 6대      | 나승환 | 2002년 11월 16일 ~ 2004년 1월 11일 |
| 7대      | 변상호 | 2004년 1월 12일 ~ 2006년 3월 9일   |
| 8대      | 이일섭 | 2006년 3월 10일 ~ 2008년 3월 18일  |
| 9대      | 왕재섭 | 2008년 3월 19일 ~ 2011년 6월 9일   |
| 10대     | 오대희 | 2011년 6월 10일 ~ 2013년 10월 21일 |
| 11대     | 김성곤 | 2013년 10월 22일 ~ 2015년 2월 12일 |
| 12대     | 이강일 | 2015년 2월 12일 ~ 2016년 2월 14일  |
| 13대     | 이흥교 | 2016년 2월 15일 ~ 2018년 10월 4일  |
| 14대     | 김충식 | 2018년 10월 5일 ~ 2021년 5월 6일   |
| 15대     | 윤상기 | 2021년 5월 7일 ~ 2023년 1월 18일   |
| 직무대리 | 이동학 | 2023년 1월 19일 ~ 2023년 2월 20일  |
| 16대     | 이일   | 2023년 2월 21일 ~ 2023년 6월 29일  |
| 17대     | 최민철 | 2023년 6월 30일 ~                  |

## 조직
| - 소방행정과 - 소방행정계 - 기획예산계 - 장비관리계 - 지도감찰계 | - 방호구조과 - 방호계 - 예방계 - 구조계 - 구급계 - 조사안전계 | - 종합상황실 - 상황총괄계 - 정보통신계 - 상황분석계 | - 특수구조단 - 행정지원계 - 산악구조대 - 수난구조대 - 1·2항공대 |

## 주요 업무

### 소방감사담당관
- 소방업무 감사·감찰 등에 관한 사항
- 공직자재산등록, 공직윤리 및 청렴도 향상 등에 관한 사항
- 소방특별사법경찰 운영 및 소송 등 법무 업무 지원 등에 관한 사항
- 소방서ᐧ지방소방학교 정기종합감사 및 부분감사 등에 관한 사항

### 소방행정과
- 소방정책 기획, 성과분석·평가·관리 및 의회대응협력 등에 관한 사항
- 소방공무원 임용, 정원관리, 채용, 상훈, 복무관리 및 교육훈련 등에 관한 사항
- 직장협의회 등 조직문화 개선, 보건복지 및 안전관리 등에 관한 사항
- 소방공무원 후생복지 및 공무직보조인력 관리 등에 관한 사항

### 회계장비과
- 소방청사의 공사, 예산확보, 시설물 유지관리 등에 관한 사항
- 특별회계 운영, 예산편성 및 결산, 세입세출 외 현금관리 등에 관한 사항
- 화재 구조 구급 등 소방장비 및 물품 등 구매·현황관리 등에 관한 사항
- 소방장비 확인전검 및 중장기 보강계획 수립 등에 관한 사항

### 화재대응조사과
- 화재진압대책, 재난매뉴얼 개발, 의소대 및 소방용수 유지관리 등에 관한 사항
- 풍수해 자연재해 대비 대응, 소방활동 종합대책 등에 관한 사항
- 화재원인의 조사·분석·감식 및 화재 통계관리 등에 관한 사항
- 주요행사장 안전관리 및 대책 수립 등에 관한 사항

### 구조구급과
- 구조·구급행정의 법령 재·개정, 기본계획 수립·조정 등에 관한 사항
- 구조·구급대원 품질관리, 분석ᐧ평가 및 안전관리 등에 관한 사항
- 구조·구급활동 통계관리 분석 및 구조구급 정책 수립 등에 관한 사항
- 구조·구급활동 관련 기관 및 단체와의 협력 등에 관한 사항

### 예방안전과
- 소방시설 설계·감리·점검업 및 공사업 지도·감독 등에 관한 사항
- 특별조사, 안전관리자 지도감독 및 소방홍보 등에 관한 사항
- 위험물 시설 안전관리 및 지도·감독·단속 등에 관한 사항
- 119소년단 체험관 관리, 어린이 청소년 소방안전교육 등에 관한 사항

### 특수구조단
- 지진·테러·화생방·국지도발 등 특수재난 대응대책 등에 관한 사항
- 소방항공대 운항ᐧ관리 및 소방헬기의 유지관리 등에 관한 사항
- 테러·CBRNE 사고위험정보 수집관리, 초동대응 및 인명구조 활동 등에 관한 사항
- 특수·대형 재난 발생시 구조 활동 및 지휘·통제 등에 관한 사항

### 종합상황실
- 화재·구조·구급 등 신고접수·지령 및 상황 관제 등에 관한 사항
- 재난상황 총괄 정보수집·전파 및 상황보고 등에 관한 사항
- 긴급구조시스템, 소방정보화시스템 및 소방통신망 구축 유지관리 등에 관한 사항
- 의료상담 등 구급상황관리 등에 관한 사항

## 산하기관

### 총괄
| 본 부                  | 4과, 1실, 2단, 29담당 | 4과, 1실, 2단, 29담당 | 324명   |
| ---------------------- | --------------------- | --------------------- | ------- |
| 직속기관               | 소방학교              | 1개                   | 45명    |
| 직속기관               | 소방서                | 18개                  | 3,690명 |
| ※ 안전센터72, 지역대49 |                       |                       |         |

### 소속 기관 및 인원
| 기관       | 인원 | 기관       | 인원 | 기관                 | 인원 |
| ---------- | ---- | ---------- | ---- | -------------------- | ---- |
| 소방본부   | 324  | 횡성소방서 | 201  | 특수구조단           | 64   |
| 소방학교   | 45   | 영월소방서 | 179  | 환동해특수재난대응단 | 35   |
| 춘천소방서 | 231  | 평창소방서 | 211  |                      |      |
| 원주소방서 | 306  | 정선소방서 | 207  |                      |      |
| 강릉소방서 | 257  | 철원소방서 | 171  |                      |      |
| 동해소방서 | 172  | 화천소방서 | 129  |                      |      |
| 태백소방서 | 163  | 양구소방서 | 113  |                      |      |
| 속초소방서 | 149  | 인제소방서 | 158  |                      |      |
| 삼척소방서 | 210  | 고성소방서 | 140  |                      |      |
| 홍천소방서 | 190  | 양양소방서 | 134  |                      |      |

## 같이 보기
- 대한민국 소방청
- 대한민국의 소방
- 대한민국 소방공무원